# Thế vận hội Mùa hè 1924
Thế vận hội Mùa hè 1924 (tiếng Pháp: Jeux olympiques d'été de 1924), chính thức là Thế vận hội Mùa hè lần thứ VIII (tiếng Pháp: Jeux de la VIIIe olympiade) và được quảng bá với tên gọi Paris 1924, là một sự kiện thể thao đa môn quốc tế được tổ chức tại Paris, Pháp. Lễ khai mạc diễn ra vào ngày 5 tháng 7, nhưng một số môn thi đấu đã bắt đầu từ ngày 4 tháng 5. Đây là lần thứ hai Paris đăng cai Thế vận hội (sau lần đầu tiên vào năm 1900), khiến Paris trở thành thành phố đầu tiên trong lịch sử tổ chức Thế vận hội hai lần.
Quá trình lựa chọn chủ nhà cho Thế vận hội Mùa hè 1924 có tổng cộng sáu hồ sơ dự thầu, và Paris đã được chọn thay vì các thành phố  Amsterdam, Barcelona, Los Angeles, Prague, và Rome. Quyết định được đưa ra tại phiên họp thứ 20 của Ủy ban Olympic Quốc tế (IOC) ở Lausanne vào năm 1921. Chi phí tổ chức kỳ Thế vận hội này được ước tính là 10.000.000 franc (tương đương khoảng 10,1 triệu euro vào năm 2022). Trong khi tổng doanh thu chỉ đạt 5.496.610 franc (tương đương khoảng 5,53 triệu euro năm 2022), dẫn đến việc Thế vận hội kết thúc với khoản lỗ lớn dù mỗi ngày thu hút tới 60.000 khán giả. Hoa Kỳ là quốc gia giành được nhiều huy chương vàng và tổng số huy chương nhất, với 229 vận động viên tham dự, so với 401 vận động viên của nước chủ nhà Pháp. 

## Môn thể thao

Overall map of the Olympic venues

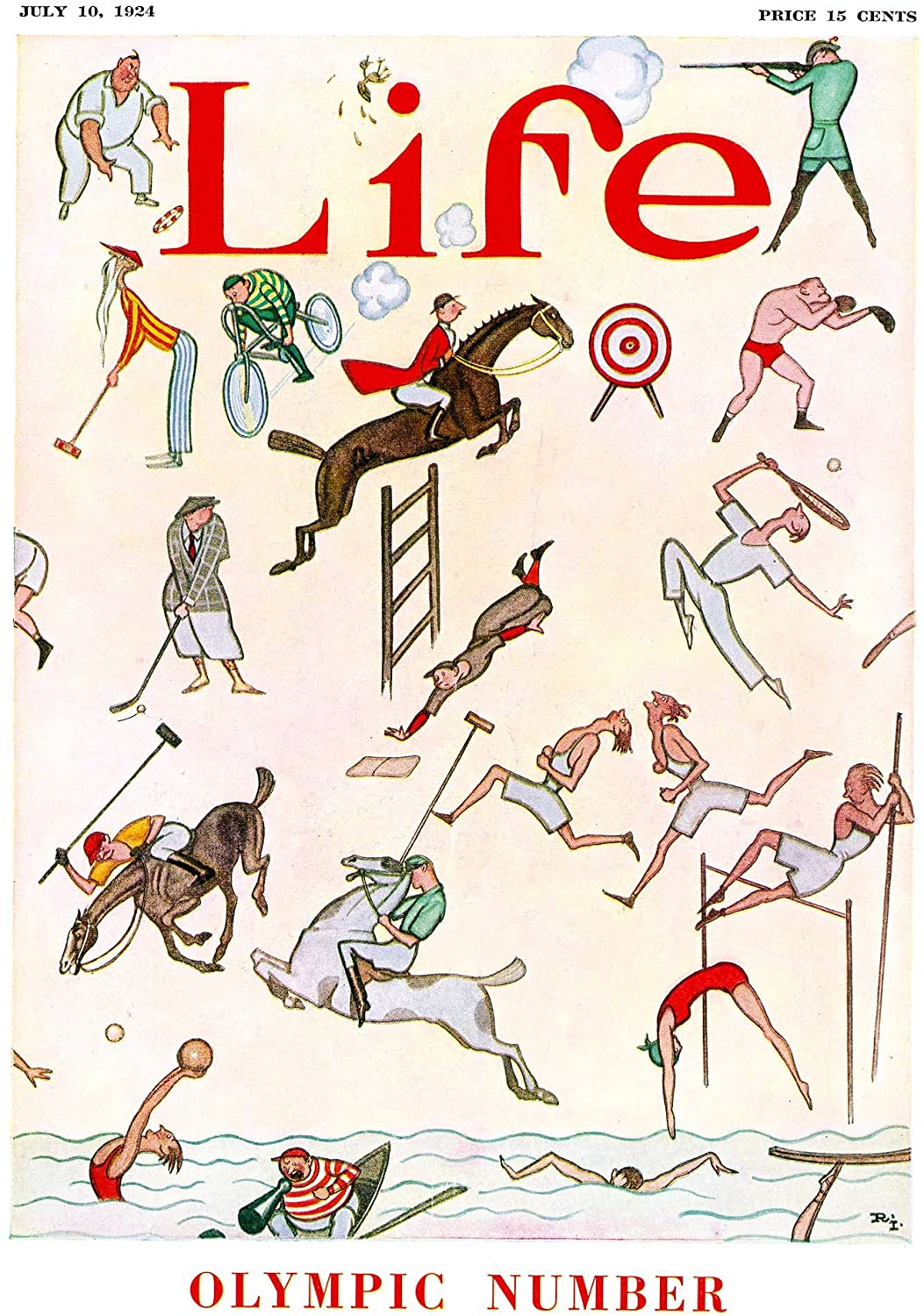
The "Olympic Number" of Life, 10 Jul 1924.

Có tổng cộng 126 nội dung thi đấu thuộc 23 phân môn, trong khuôn khổ của 17 môn thể thao. Số lượng nội dung thi đấu của mỗi phân môn được ghi chú trong ngoặc đơn.
- Thể thao dưới nước
  -  Nhảy cầu (5)

- -  Bơi lội (11)

- -  Bóng nước (1)

- Điền kinh (27)

- Quyền Anh (8)

- Xe đạp

- - Đường trường (2)
  - Đua lòng chảo (4)
- Đua ngựa

- - Dressage (1)
  - Eventing (2)
  - Nhảy ngựa (2)
- Đấu kiếm (7)

- Bóng đá (1)

- Thể dục dụng cụ (9)

- Năm môn phối hợp hiện đại (1)
- Mã cầu (1)

- Chèo thuyền (7)

- Bóng bầu dục liên hiệp (1)

- Thuyền buồm (3)

- Bắn súng (10)

- Quần vợt (5)

- Cử tạ (5)

- Vật

- - Tự do (7)
  - Greco-Roman (6)

## Các quốc gia tham dự

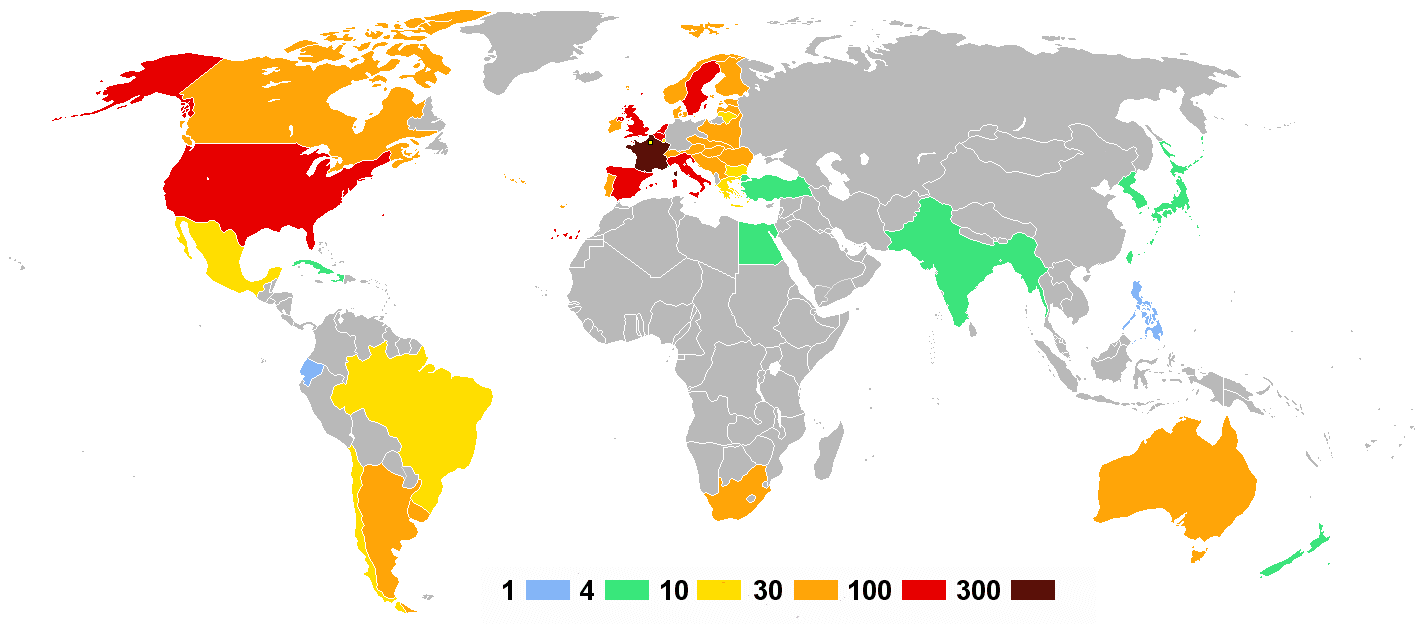
Số vận động viên

Tổng cộng có 44 quốc gia tham dự Thế vận hội 1924. Đức vẫn vắng mặt do không được Ủy ban Tổ chức mời. Trung Quốc (dù không thi đấu), Ecuador, Ireland, Litva và Uruguay lần đầu tiên góp mặt tại Thế vận hội. Philippines cũng lần đầu tham gia Thế vận hội Mùa hè với tư cách là một quốc gia (dù đã từng góp mặt tại Thế vận hội 1900). Latvia và Ba Lan cũng lần đầu tham dự Thế vận hội Mùa hè (sau khi đã góp mặt tại Thế vận hội Mùa đông 1924 ở Chamonix).

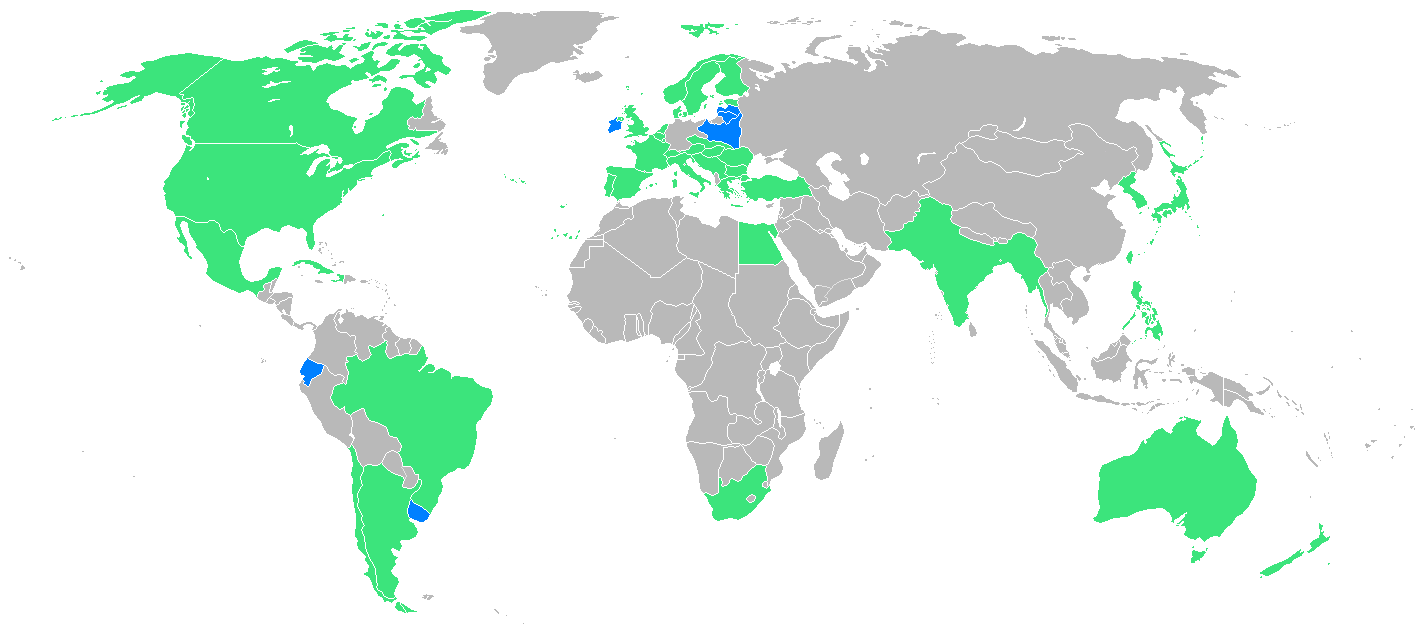
Các quốc gia tham dự Thế vận hội 1924

Thế vận hội 1924 cũng đánh dấu sự trở lại của các quốc gia: Áo, Bulgaria, Cuba, Haiti, Hungary, Mexico, Romania và Thổ Nhĩ Kỳ.
Vào thời điểm đó, Úc, New Zealand, Canada, Nam Phi và Ireland đều là các lãnh thổ tự trị (dominion) thuộc Đế quốc Anh. Ấn Độ cũng thuộc Đế quốc Anh nhưng không được xem là một dominion. Đối với các quốc gia có chủ quyền khác (như Hoa Kỳ, Pháp, Brasil, Nhật Bản...) và cả cộng đồng quốc tế (như Hội Quốc Liên), khái niệm “dominion” được dùng trong nội bộ Đế quốc Anh rất mơ hồ, mang nghĩa “một thứ gì đó giữa thuộc địa và quốc gia độc lập”. Mãi đến Đạo luật Westminster năm 1931 thì sự mơ hồ này mới được xóa bỏ.
Còn Philippines khi đó là một lãnh thổ chưa sáp nhập và là một quốc gia cộng hòa tự trị nằm dưới quyền bảo hộ của Hoa Kỳ.
| Các Ủy ban Olympic Quốc gia tham dự |
| --- |
| - Argentina (77 vận động viên) - Úc (36) - Áo (49) - Bỉ (172) - Brasil (12) - Bulgaria (24) - Canada (65) - Chile (11) - Cuba (9) - Tiệp Khắc (70) - Đan Mạch (89) - Ecuador (3) - Ai Cập (33) - Estonia (44) - Phần Lan (90) - Pháp (401) (chủ nhà) - Anh Quốc (267) - Hy Lạp (26) - Haiti (8) - Hungary (89) - Ấn Độ (7) - Ireland (39) - Ý (200) - Nhật Bản (9) - Latvia (41) - Litva (13) - Luxembourg (22) - México (13) - Monaco (7) - Hà Lan (153) - New Zealand (4) - Na Uy (62) - Philippines (1) - Ba Lan (65) - Bồ Đào Nha (30) - România (51) - Nam Phi (30) - Tây Ban Nha (129) - Thụy Điển (108) - Thụy Sĩ (75) - Thổ Nhĩ Kỳ (31) - Hoa Kỳ (299) - Uruguay (31) - Nam Tư (37) |

- Trung Quốc cũng đã tham gia Lễ Khai mạc, nhưng cả bốn vận động viên của họ (đều là vận động viên quần vợt) đã rút lui khỏi các cuộc thi đấu.[6]

## Tổng huy chương
| Hạng                | Đoàn                | Vàng | Bạc | Đồng | Tổng số |
| ------------------- | ------------------- | ---- | --- | ---- | ------- |
| 1                   | Hoa Kỳ              | 45   | 27  | 27   | 99      |
| 2                   | Phần Lan            | 14   | 13  | 10   | 37      |
| 3                   | Pháp                | 13   | 15  | 10   | 38      |
| 4                   | Anh Quốc            | 9    | 13  | 12   | 34      |
| 5                   | Ý                   | 8    | 3   | 5    | 16      |
| 6                   | Thụy Sĩ             | 7    | 8   | 10   | 25      |
| 7                   | Na Uy               | 5    | 2   | 3    | 10      |
| 8                   | Thụy Điển           | 4    | 13  | 12   | 29      |
| 9                   | Hà Lan              | 4    | 1   | 5    | 10      |
| 10                  | Bỉ                  | 3    | 7   | 3    | 13      |
| 11                  | Úc                  | 3    | 1   | 2    | 6       |
| 12                  | Đan Mạch            | 2    | 5   | 2    | 9       |
| 13                  | Hungary             | 2    | 3   | 4    | 9       |
| 14                  | Nam Tư              | 2    | 0   | 0    | 2       |
| 15                  | Tiệp Khắc           | 1    | 4   | 5    | 10      |
| 16                  | Argentina           | 1    | 3   | 2    | 6       |
| 17                  | Estonia             | 1    | 1   | 4    | 6       |
| 18                  | Nam Phi             | 1    | 1   | 1    | 3       |
| 19                  | Uruguay             | 1    | 0   | 0    | 1       |
| 20                  | Áo                  | 0    | 3   | 1    | 4       |
| 20                  | Canada              | 0    | 3   | 1    | 4       |
| 22                  | Ba Lan              | 0    | 1   | 1    | 2       |
| 23                  | Nhật Bản            | 0    | 0   | 1    | 1       |
| 23                  | Bồ Đào Nha          | 0    | 0   | 1    | 1       |
| 23                  | Haiti               | 0    | 0   | 1    | 1       |
| 23                  | New Zealand         | 0    | 0   | 1    | 1       |
| 23                  | România             | 0    | 0   | 1    | 1       |
| Tổng số (27 đơn vị) | Tổng số (27 đơn vị) | 126  | 127 | 125  | 378     |

## Liên kết
- "Paris 1924". Olympic.org. Ủy ban Olympic Quốc tế.
- Picture of the Olympic Stadium of Colombes
- History of the Olympic Stadium Lưu trữ ngày 10 tháng 12 năm 2004 tại Wayback Machine (tiếng Pháp)
- Original footage of the opening ceremony of the 1924 Summer Olympics (by Polygoon) (tiếng Hà Lan)